# 239105 Marcocattaneo
239105 Marcocattaneo è un asteroide della fascia principale. Scoperto nel 2006, presenta un'orbita caratterizzata da un semiasse maggiore pari a 2,5385440 UA e da un'eccentricità di 0,0736852, inclinata di 9,34965° rispetto all'eclittica.
L'asteroide è dedicato al giornalista scientifico Marco Cattaneo, direttore dell'edizione italiana di Scientific American.